# Mohamed Bellalouna
Mohamed Bellalouna (arabe : محمد بن للونة), né le 1er janvier 1916 à M'saken et mort le 15 octobre 1983 à La Marsa, est un avocat et homme politique tunisien.

## Biographie
Après des études de droit à la faculté de droit de Paris, il s'inscrit au barreau de Tunis en 1949. Impliqué dans le mouvement national, il est interné à Téboursouk puis Gabès en 1951.
Élu membre de l'assemblée constituante lors des élections de 1956, il intègre son bureau. Avocat près la Haute Cour à partir de 1957, il revient au barreau de Tunis en 1959.
Il est ministre de la Justice de 1971 à 1973, où il succède à Mohamed Fitouri. Il est ensuite bâtonnier de l'ordre national des avocats de Tunisie de 1973 à 1975.
Mohamed Bellalouna est le frère d'Ahmed Bellalouna, gouverneur de Gabès puis de Sousse.
Il meurt le 15 octobre 1983 à La Marsa.